# Shawn Ray
Shawn Ray (né le 9 septembre 1965 à Placentia, Canada) est un bodybuilder nord-américain, généralement considéré comme l'un des meilleurs mondiaux de la discipline de la fin des années 1980 au début des années 2000, bien qu'il n'ait remporté aucun titre de Mr. Olympia. En dépit de sa taille et de son poids en compétition inférieurs à la moyenne (93 à 97 kg pour 1,70 m), il s'est fréquemment placé parmi les trois premiers lors de compétitions internationales, grâce à sa ligne harmonieuse, à sa musculature parfaitement proportionnée et finement sculptée, battant des concurrents bien plus massifs, ce qui lui a valu le surnom de « Giant Killer ».
Au milieu des années 1980, il fait parler de lui peu à peu en remportant des concours de l'IFBB comme le Teenage National Championships ou Mr. California, concours qu'il remporte en 1987 en toutes catégories, obtenant ainsi sa carte professionnelle. En 1988 il participe à son premier Mr. Olympia où il est classé 13e. En 1989 il prend une année sabbatique pour se concentrer sur l'entraînement et améliorer ses points faibles, puis revient à la compétition au Mr. Olympia 1990 où il décroche la 3e place, devenant un athlète majeur de la discipline. La même année il remporte l'Ironman Pro et l'Arnold Classic, mais perd ce titre à cause d'un résultat positif à un contrôle antidopage. En 1991 il remporte l'Arnold Classic pour de bon, puis se classe 5e à Mr. Olympia. Il participe ensuite chaque année à Mr. Olympia, se classant toujours parmi les cinq premiers, jusqu'à sa retraite de la compétition en 2001.
Ayant participé à plus de trente compétitions professionnelles, il s'est classé une seule fois en dessous de la 5e place, et s'est classé parmi les cinq premiers lors de douze participations consécutives à Mr. Olympia, performance inégalée, Il s'est classé 2e à deux reprises, derrière Dorian Yates, en 1994 et 1996 (battant cette année-là Kevin Levrone, Kenneth “Flex” Wheeler, Paul Dilett, Ronnie Coleman et Chris Cormier). Il a battu chacun de ses concurrents au moins une fois, à l'exception de Lee Haney (huit fois Mr. Olympia) et Dorian Yates (six fois Mr. Olympia). Un sondage auprès des lecteurs de la revue Flex demandant qui était « le Mr. Olympia non couronné » l'a placé en tête.
Il a publié un livre intitulé The Shawn Ray Way et est apparu dans six documentaires vidéo : Lifestyles of the Fit & Famous, Final Countdown (préparation pour Mr. Olympia 1998), Inside & Out – Behind the Muscle (sur la vie quotidienne de plusieurs champions du circuit professionnel), To The Extreme (vidéo d'entraînement), Best of Shawn Ray, Fitness After 40.
Il a cité parmi ses principaux modèles : Chris Dickerson, Bob Paris et le français Francis Benfatto, des athlètes réputés comme lui pour leur symétrie, leurs lignes fluides, privilégiant l'esthétique et le relief plutôt que la surenchère en termes d'hypertrophie musculaire.

## Palmarès et honneurs

### Victoires
- 1983 California Gold Cup
- 1984 Mr. Teenage Los Angeles (en catégorie petite taille et toutes catégories)
- 1984 Teenage Mr. California
- 1985 Teenage Mr. Orange County
- 1985 Teenage National Championships
- 1985 Jr. World Championships
- 1987 Mr. California (en catégorie lourds-légers et toutes catégories)
- 1987 National Championships (en catégorie lourds-légers et toutes catégories)
- 1990 Ironman Pro
- 1990 Arnold Classic (titre perdu à la suite d'un contrôle antidopage positif)
- 1991 Arnold Classic

### Participations au concours Mr. Olympia
- 1988 Mr. Olympia – 13e
- 1990 Mr. Olympia – 3e
- 1991 Mr. Olympia – 5e
- 1992 Mr. Olympia – 4e
- 1993 Mr. Olympia – 3e
- 1994 Mr. Olympia – 2e
- 1995 Mr. Olympia – 4e
- 1996 Mr. Olympia – 2e
- 1997 Mr. Olympia – 3e
- 1998 Mr. Olympia – 5e
- 1999 Mr. Olympia – 5e
- 2000 Mr. Olympia – 4e
- 2001 Mr. Olympia – 4e

Shawn Ray a en outre été intronisé au IFBB Hall of Fame en janvier 2007.